# Susanne Haase
Susanne Haase (* 17. Juni 1975 in München) ist eine österreichische Politikerin der Sozialdemokratischen Partei Österreichs (SPÖ). Seit dem 21. Dezember 2022 ist sie Abgeordnete zum Wiener Landtag und Mitglied des Wiener Gemeinderates.

## Leben

### Ausbildung und Beruf
Susanne Haase besuchte von 1985 bis 1995 das Willi-Graf-Gymnasium in München. Von 1997 bis 1999 studierte sie Architektur an der Technischen Universität Wien. 1999 begann sie den Diplomstudiengang Informations- und Knowledgemanagement an der Fachhochschule Burgenland, den sie 2003 als Magistra (FH) abschloss.
Von 2016 bis 2018 war sie Abteilungsleiterin von SPÖ.Direkt, dem Mitglieder- und Servicebüro der SPÖ Bundesgeschäftsstelle, wo sie anschließend bis 2020 leitende Sekretärin für Organisation war. 2020 wurde sie Wiener Landesgeschäftsführerin der Gewerkschaft vida.

### Politik
Haase war von 2005 bis 2016 Bezirksgeschäftsführerin der SPÖ im Wiener Gemeindebezirk Ottakring, wo sie von 2005 bis 2022 als Bezirksrätin der Bezirksvertretung angehörte und von 2010 bis 2022 als Bezirksklubvorsitzende der SPÖ Ottakring fungierte.
Am 21. Dezember 2022 wurde sie in der 21. Wahlperiode als Abgeordnete zum Wiener Landtag und Mitglied des Wiener Gemeinderates angelobt, wo sie Mitglied im Gemeinderatsausschuss für Petitionen und Ersatzmitglied im Gemeinderatsausschuss für Finanzen, Wirtschaft, Arbeit, Internationales und Wiener Stadtwerke sowie im Ausschuss für Innovation, Stadtplanung und Mobilität wurde. Sie rückte für Christian Oxonitsch nach, der in den Nationalrat wechselte. Im November 2024 folgte sie Nicole Berger-Krotsch als LGBTQIA+-Sprecherin der SPÖ-Fraktion im Wiener Gemeinderat nach.